# Varunella gemmata
Varunella gemmata is een mosdiertjessoort, de plaatsing in een familie is nog onzeker. De wetenschappelijke naam van de soort is voor het eerst geldig gepubliceerd in 1976 door Wiebach.